# 卢埃林·汤普森
卢埃林·汤普森（英語：Llewellyn E. Thompson Jr.；1904年8月24日—1972年2月6日），是美国外交官，曾任美国驻奥地利大使、驻苏联大使，还担任美国总统约翰·肯尼迪的重要顾问。

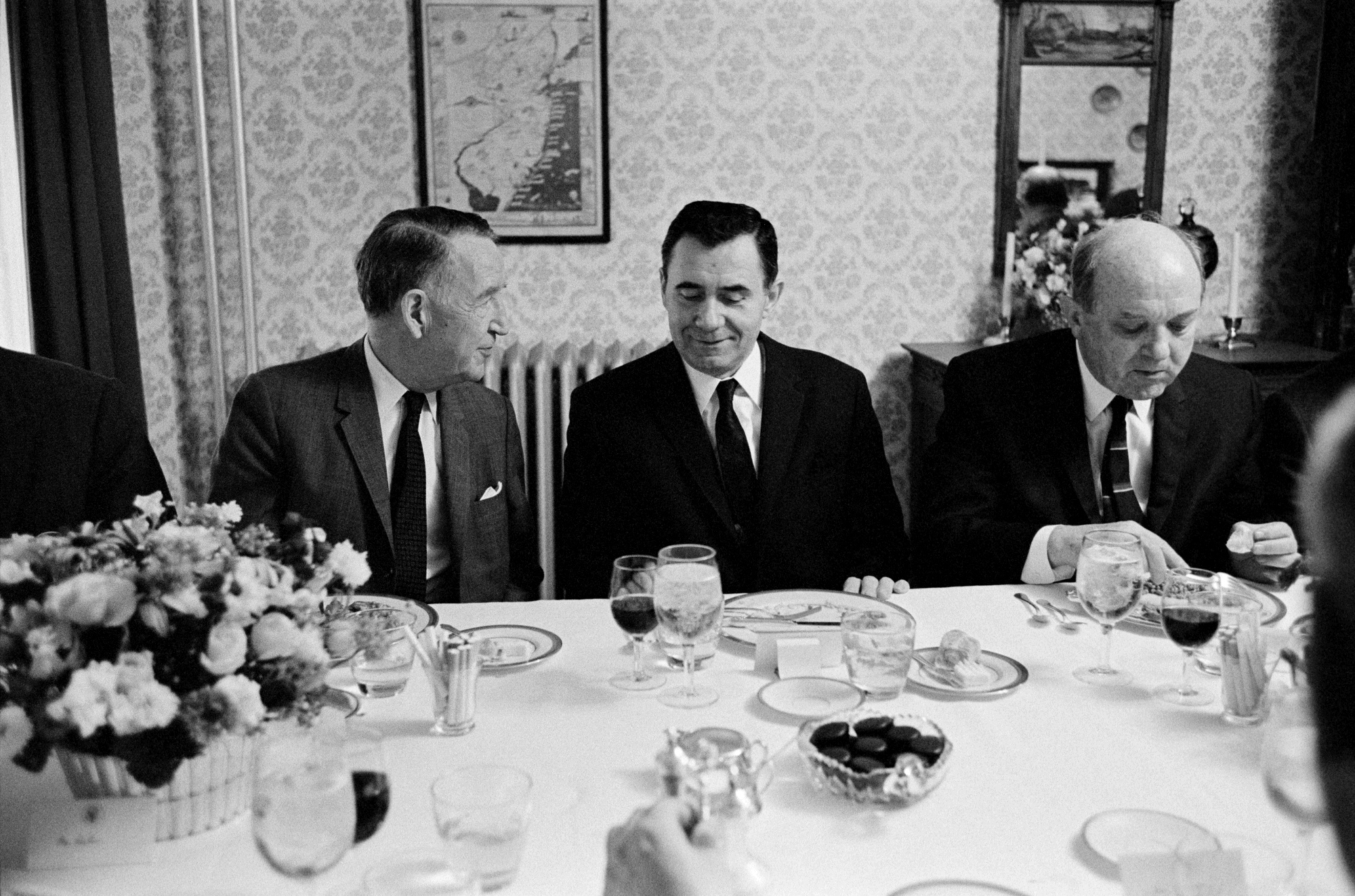
从左到右：卢埃林·汤普森、苏联外交部长安德烈·安德烈耶维奇·葛罗米柯和迪安·腊斯克